# 大気化学
大気化学（たいきかがく、英語：atmospheric chemistry）とは、大気中の化学物質の挙動や気象現象との関連を扱う学問分野である。関係の深い分野には物理学、気象学、コンピューターモデリング、海洋学、地質学、火山学などがある。
大気の組成は生物活動との関係によって変化する。またオゾン層破壊、地球温暖化、酸性雨、気候変動なども大気化学に関連する重要な社会問題となっている。
日本では気象学の一分野として扱われることが多い。気象化学とも呼ばれるが、大気化学の呼称が一般的である。また惑星大気を対象に入れることがあり、惑星科学の一分野としても扱われる。
1995年に、ドイツのクルッツェン、アメリカのモリーナ、ローランドの3名は、大気化学の分野におけるオゾンの生成と分解に関する研究により、ノーベル化学賞を受賞した。

## 大気現象のスケール
太陽からの放射はシュテファン＝ボルツマンの法則により波長約500nm付近にピークを持つスペクトル分布を示す。これらは大気中の物質により吸収されるため、地表に到達する波長成分の一部分は、気体の吸収スペクトルに合わせて大きく減衰している。その作用の顕著な気体は酸素、水蒸気、二酸化炭素、オゾンである。
太陽放射のエネルギーを受けることにより、大気中では数多くの化学反応が生成される。大気中の物質が生成され、消滅するまでの平均的な寿命は物質の種類によって大きく異なる。物質の寿命は空間スケールとほぼ比例するので、これらは気象現象のスケールと対応付けられている。
- マイクロスケール（Microscale、～100m）：OHラジカル、三酸化窒素:都市の大気汚染
- ローカルスケール（Local scale、～10km）：硫化ジメチル、窒素酸化物、過酸化水素: 対流圏と成層圏の物質交換
- メソスケール（Mesoscale、～数100km）：オゾン、エアロゾル、一酸化炭素: 酸性雨
- グローバルスケール（Global Scale、数100km～）：メタン、一酸化二窒素、フロン: エアロゾルと気候変動の関係、温室効果ガス、成層圏オゾンの減少

## 大気中の化学物質

### 硫黄化合物
大気中の硫黄化合物は、酸化還元反応をもたらす点と、不揮発性の硫酸エアロゾルを形成する点で、大気中の化学反応に非常に大きな効果をもたらしている。主要な物質としては硫化水素、硫化ジメチル（CH3SCH3）、二硫化炭素、硫化カルボニル、二酸化硫黄などがある。このうち二酸化硫黄の排出量と二酸化炭素の排出量には強い相関があることが分かっている。
産業革命が生成する以前は、海洋のプランクトンが硫化ジメチルを介して大気中の硫黄化合物の反応を支配していたとされる。

### 窒素化合物
窒素は通常の状態では反応性に乏しいが、太陽放射のエネルギーを受けることにより化学反応に寄与する。またアンモニア（NH3）をはじめとして生命活動の関連も強い。窒素酸化物（NOx、ノックス）としては一酸化窒素、二酸化窒素、一酸化二窒素、五酸化二窒素などがある。
窒素酸化物は大気中で反応して硝酸となり、酸性雨の原因となったり呼吸器に影響を与えたりする他、太陽からの紫外線を受けることにより光化学反応物質が生成され、光化学スモッグの原因となる。また、花粉症は花粉と窒素酸化物が結合した物質によりアレルギーが引き起こされるとする説もある。

### 炭化水素
大気に含まれる炭化水素のうち最も重要なものはメタンであり、自然起源や化石燃料の使用により発生するほか、対流圏でOHラジカルと反応することにより、硫黄化合物やハロゲン化物の各種反応に寄与している。また温室効果ガスとしての作用を持つ。ただし組成比としては排気ガスの影響によりメタンよりもエタン、エテン、プロペン、イソプレン、アセチレンなどが多いことがある。
近年、塗料や溶剤の使用により、都市大気中の揮発系有機化合物（VOC）が増加している。呼吸器に対する発癌性や、光化学反応物質への影響が問題となっている。VOCは植物からも発生し、主な例としてテルペン類が挙げられる。VOCが光化学酸化反応を経ることで生成する半揮発性有機化合物は、大気中の粉塵に凝縮することで二次有機エアロゾル（Secondary Organic Aerosol）を生成し雲凝結核(Cloud Condensation Nuclei)となることから気候変動へ影響を及ぼすと考えられ、近年注目されている。

### ハロゲン化物
大気に含まれるハロゲン化物は次のように分類される。
- ハロカーボン類
- フルオロカーボン類（FCs）
- クロロフルオロカーボン類（CFCs）
- ハイドロクロロフルオロカーボン類（HCFCs）
- ハイドロフルオロカーボン類（HFCs）
- パーハロカーボン類
- ハロン類

これはスプレーや消化剤に用いられているが、オゾン層を破壊するために、使用が規制されている。温室効果ガスでもある。

### オゾン
対流圏のオゾンは成層圏とは異なり、増加していることが分かっている。対流圏の下層においては夏半球で高濃度となり、またアフリカや南米で夏季に行われる野焼きによって大量のオゾン前駆物質が生成され、オゾン濃度が上昇する。オゾンの分圧比は高度20～25km程度で最大となる。また海洋や熱帯雨林よりも都市域の方が濃度が高い。

### 粒子状物質
大気中の微粒子（粉塵、粒子状物質、エアロゾル）はシリカ（珪素）、炭素粒子、塩化ナトリウム、硫酸アンモニウム、硫酸、各種の金属粒子などがある。火山の噴火、海塩粒子、花粉やカビなどの生物が原因となる自然起源のもの、人間活動に伴って放出される人為起源のものがある。不溶性の粒子は吸入すると呼吸器に付着し、呼吸器疾患の原因となることがある。
そのため大気汚染の激しい地域では大気中の浮遊粒子状物質（SPM）の測定が定期的に行われている。測定にはフィルターを通して一定時間空気を吸入しフィルターに付着した物質を分析するサンプラーや、水平板に降下する煤塵を測定するダストジャーなどの装置が用いられる。
また近年では、優れた時間分解能で粒子中の成分をオンラインで測定する装置が開発されている（例：Aerosol Mass Spectrometer)。しかしながら、オンラインで測定できる対象は粒子濃度、粒子中の無機物、有機物のフラグメントなどに限られているため、フィルターを用いた分析手法と併用することが必要となる。
また、現在の分析技術では大気粉塵中の有機物の数％しか同定することが出来ないため、分析技術の発展が望まれている。

### 有害物質
1989年にカリフォルニア州が大気中の有害物質を定めている。ベンゼン、二臭化エチレン、「二塩化エチレン、六価クロム、ダイオキシン、アスベスト、カドミウムなどがある。

## 大気中の光化学

### 対流圏
対流圏におけるオゾンの供給源は、対流圏での光化学反応による生成や、成層圏からの移流によるものである。対流圏のオゾンの存在量は大気中の全量の10％にも満たないが、酸化力が強く光化学反応に重要な役割を占めていること、赤外域にも吸収特性を持ち温室効果の原因となることから、大気化学の中では重要な意味を持つ。
また、対流圏のオゾンが高濃度になると、人体への影響がある。

### 成層圏
成層圏には一般に雲は存在しないが、極付近の冬季には氷点下90℃近くの低温となるため、わずかな量の水蒸気でも凝結し極成層雲（PSCs）を形成する。それらは硝酸の3水和物、硝酸および硫酸の液滴、氷晶から構成されている。また極成層雲において塩化水素および亜硝酸が存在すると、次の化学反応によりオゾンが分解される。
{\displaystyle {\rm {HCl}}+{\rm {NO}}_{2}+2{\rm {O}}_{3}\to {\rm {ClO}}+{\rm {HNO}}_{3}+2{\rm {O}}_{2}}
なお、成層圏のオゾン（オゾン層）は減少しているが、対流圏のオゾンは増加していることが分かっている。対流圏の下層においては夏半球で高濃度となり、またアフリカや南米で夏季に行われる野焼きによって大量のオゾン前駆物質が生成され、オゾン濃度が上昇する。オゾンの分圧比は高度20～25km程度で最大となる。また海洋や熱帯雨林よりも都市域の方が濃度が高い。
成層圏のオゾンは原始大気に存在した成分ではない。1930年にチャップマンにより提唱されたチャップマン機構により、成層圏におけるオゾンの生成過程が示唆された。主に高度100km以上の成層圏で酸素分子に紫外線が作用することによりオゾンが生成される。
| {\displaystyle {\rm {O}}_{2}+h\nu \to {\rm {O}}+{\rm {O}}}                   |
| {\displaystyle {\rm {O}}+{\rm {O}}_{2}+{\rm {M}}\to {\rm {O}}_{3}+{\rm {M}}} |
| {\displaystyle {\rm {O_{3}}}+h\nu \to {\rm {O}}+{\rm {O}}_{2}}               |
| {\displaystyle {\rm {O}}+{\rm {O}}_{3}\to 2{\rm {O}}_{2}}                    |

（{\displaystyle h\nu }は紫外線を示す）
しかし実際に成層圏で観測されるオゾンは、チャップマン機構により予測されるオゾンの存在量よりもはるかに少ない。これは成層圏に存在する水素酸化物、窒素酸化物、塩素酸化物などの微量成分による触媒作用によってオゾンが消滅するためであることが分かっている。

## 雲物理学
雲物理学とは、大気中の雨や雪の生成過程を扱う学問分野の一つであり、大気化学、気象学の一つの分野として考えられる。

## 惑星大気
地球大気は主に窒素と酸素から構成されているが、この特徴は他の惑星と非常に異なるものである。例えば金星、火星大気の主要成分は二酸化炭素、木星大気の主要成分は水素である。地球大気に二酸化炭素が少ない原因は、大気、陸、海の水循環の過程において炭酸塩が海中に蓄積されることが大きく作用している。植物の光合成の影響はそれほど大きくない。